# Leoniloma convergens
Leoniloma convergens är en fjärilsart som beskrevs av George Francis Hampson 1926. Leoniloma convergens ingår i släktet Leoniloma och familjen nattflyn. Inga underarter finns listade i Catalogue of Life.